# Mario Casas Sierra
Mario Casas Sierra   (la Corunya, 12 de juny de 1986) és un actor gallec tant de cinema com de televisió. Es va fer conegut per interpretar Aitor Carrasco a la sèrie Los hombres de Paco. Ha participat en nombroses pel·lícules com ara Tres metros sobre el cielo (2010), Tengo ganas de ti (2012), Palmeras en la nieve (2015), Toro (2016) i El fotògraf de Mauthausen (2018).

## Infantesa i formació
Casas nasqué al barri de la Sardiñeira, a La Corunya (Galícia) el 12 de juny de 1986. El seu pare Ramón era ebenista i tenia 19 anys quan Mario va néixer i la seva mare Heidi, mestressa de casa, en tenia 17.
Es va traslladar amb la família a Collbató (Baix Llobregat) i després a Esparreguera (Baix Llobregat), on hi viuria dels 6 als 16 anys. Quan en tenia 10 va participar en la representació de la Passió d'Esparreguera. Va estudiar el batxillerat artístic a l'IES Pompeu Fabra de Martorell (Baix Llobregat). Quan tenia 18 anys i cursava segon de batxillerat se'n va anar a viure a Madrid amb la seva família. Allà va estudiar a l'Escola d'Art Dramàtic Cristina Rota.
La seva carrera professional va començar al món de la publicitat i va fer anuncis per empreses com Cola Cao, Telepizza i Scalextric.

## Trajectòria professional
El seu primer paper a la televisió va ser a la telenovel·la de TVE Obsesión, dirigida per Valerio Boserman i emesa l'any 2005. També va actuar en papers episòdics a les sèries Motivos personales i Mujeres. La seva primera aparició al cinema va ser a la pel·lícula El camino de los ingleses (2006), dirigida per Antonio Banderas i on també hi van actuar Alberto Amarilla i Victoria Abril. Aquell mateix any també es va unir al repartiment de la sèrie SMS.
El paper que el va fer saltar a la fama va ser el d'Aitor Carrasco, un policia novell, a la sèrie d'Antena 3 Los hombres de Paco. Va interpretar aquest paper de la 3a a la 9a temporades (2007–2010).
El 2009 va participar en dues pel·lícules: Fuga de cerebros, que va protagonitzar amb Amaia Salamanca, i Mentiras y Gordas, amb Yon González, Ana María Polvorosa, Ana de Armas, Hugo Silva i Maxi Iglesias. Totes dues van liderar les recaptacions a la taquilla el cap de setmana de la seva estrena. El 2010 va actuar a Carne de neón, dirigida per Paco Cabezas, i al curtmetratge Miedo, dirigit per Jaume Balagueró.

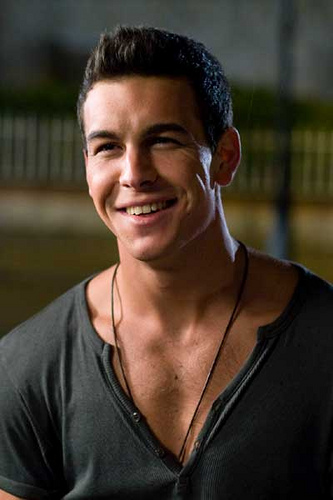
Mario Casas el 2012.

El desembre d'aquell mateix any va actuar a Tres metros sobre el cielo, dirigida per Fernando González Molina i que va protagonitzar amb María Valverde. Va ser la pel·lícula espanyola que més diners va recaptar aquell any. Casas hi interpretava un jove rebel i impulsiu, Hugo (H), que s'enamona de Babi, una noia educada de classe mitjana-alta. Se'n va estrenar una seqüela el 2012 amb el nom de Tengo ganas de ti, que també van protagonitzar María Valverde i Clara Lago. A Tengo ganas de ti hi torna a interpretar H, un jove problemàtic que torna a Madrid després de passar uns anys a Nova York, on havia intentat tancar les ferides no cicatritzades de la seva vida familiar i sentimental, i on comença una relació amb Gin (Clara Lago) sense haver oblidat del tot la seva antiga xicota Babi (María Valverde).
Del 2011 al 2013 va interpretar Ulises Garmendia, el protagonista de la sèrie d'Antena 3 El barco.
El 2012 va protagonitzar juntament amb Antonio de la Torre la pel·lícula d'Alberto Rodríguez Grupo 7, on va interpretar un policia novell que forma part d'una unitat que lluita contra els traficants de droga a la Sevilla d'abans de l'Exposició Universal de 1992. El 2013 es van estrenar tres pel·lícules seves: Ismael, on interpreta un pare que no coneix el seu fill negre de vuit anys; Las brujas de Zugarramurdi, dirigida per Álex de la Iglesia; i La mula, on interpreta un soldat que està més preocupat per la seva mula blanca que per la guerra i que s'enamora d'una noia interpretada per María Valverde. El 2014 va tenir un paper a Eden, un thriller dirigit per Shyam Madiraju.
A finals de 2013 i principis de 2014, se'n va anar a Colòmbia i Xile per rodar la seva segona pel·lícula en anglès The 33, amb Antonio Banderas i Juliette Binoche, que tracta sobre l'accident miner de Xile del 2010 i que no veuria la llum fins al 2015. El 2015 va actuar en dues pel·lícules: Mi gran noche, dirigida per Álex de la Iglesia, i també al drama romàntic Palmeras en la nieve, dirigida per Fernando Gonzalez Molina, que també havia sigut el director de Tres metros sobre el cielo i Tengo ganas de ti. A Mi gran noche, comèdia negra, hi interpreta una estrella musical emergent que competeix amb una altra estrella més veterana el privilegi d'actuar just després de les campanades de cap d'any. A Palmeras en la nieve, ambientada a Guinea Equatorial, s'hi narra la història del jove Killian, que viatja fins a Fernando Poo (l'actual Bioko), i que és interpretat per Casas.

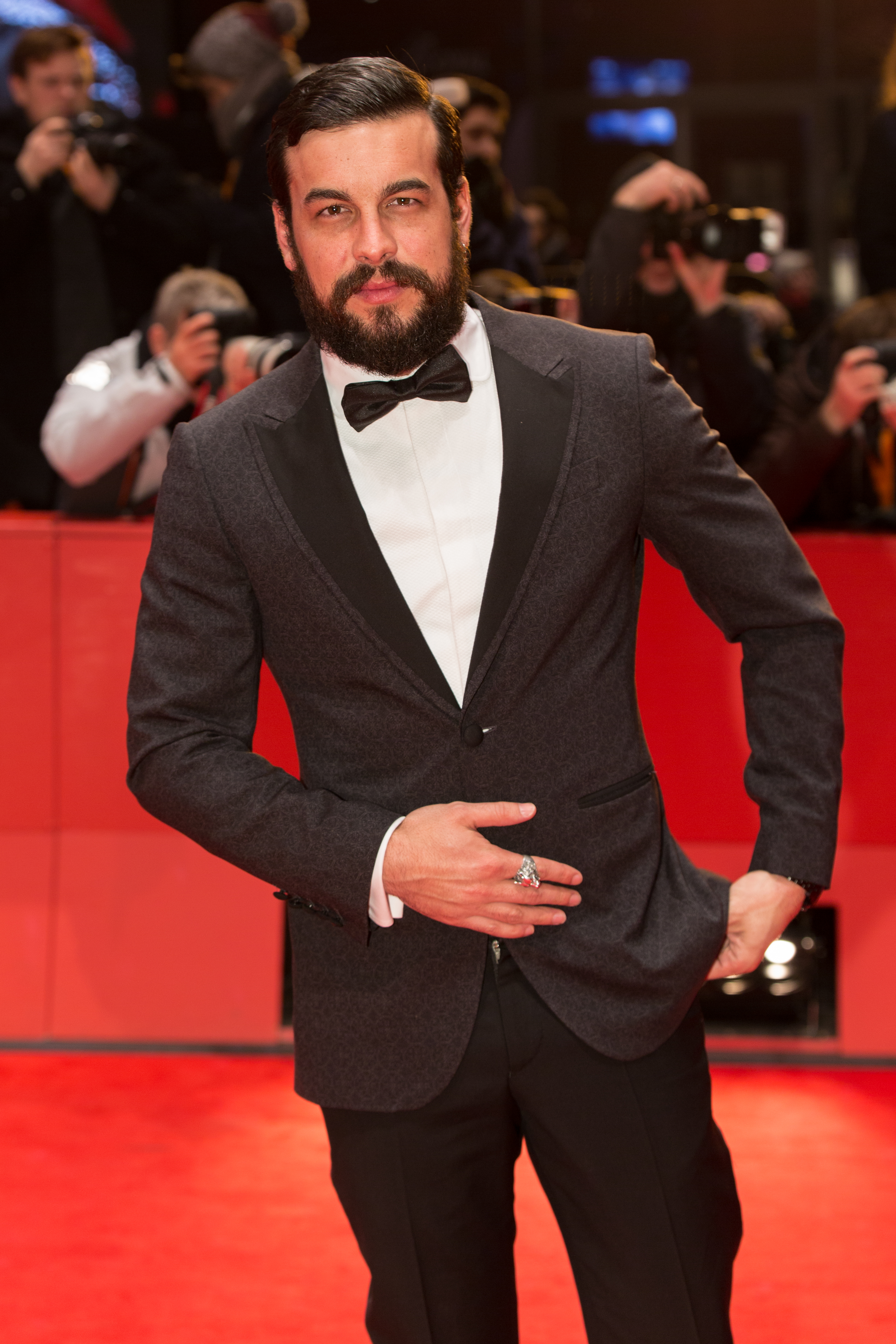
Mario Casas a la presentació dEl bar a la Berlinale 2017.

El 2016 va coprotagonitzar Toro amb Luis Tosar, dirigida per Kike Maíllo i que relata les aventures de dos germans immersos en negocis tèrbols relacionats amb el turisme. Després va rodar Contratiempo (2017), dirigida per Oriol Paulo i on interpreta l'empresari Adrián Doria que és acusat d'assassinat i que contracta una preparadora de testimonis per evitar ser engarjolat, i El bar (2017), dirigida per Álex de la Iglesia.
El 2017 va protagonitzar la pel·lícula Bajo la piel del lobo, on va interpretar Martinón, un caçador solidari que viu aïllat al bosc, que es va estrenar el març de 2018. A El fotògraf de Mauthausen (2018), que narra la història de Francesc Boix, un fotògraf català que va ser enviar al camp de concentració de Mauthausen-Gusen durant la Segona Guerra Mundial. Casas va perdre 12 quilograms per interpretar Boix durant el seu engarjolament. Va fer un cameo a la sèrie de Netflix Paquita Salas (2018). El 2019 va interpretar Juan, un pres la filla del qual és assassinada per uns narcotraficants i que busca revenja, a la pel·lícula Adiós, dirigida per Paco Cabezas. També va actuar a la sèrie eròtica de Netflix Instinto, on interpreta un jove empresari que és membre d'un club privat que es dedica a satisfer els somnis més eròtics dels seus membres.
El 2020 es va estrenar a Netflix la pel·lícula Hogar, un thriller d'Àlex i David Pastor on interpreta Tomás, pare de família que es trasllada a una nova casa i que és espiada pel seu antic ocupant. El 2020 també va rodar una altra pel·lícula per Netflix, El practicante, on va interpretar el protagonista, que es queda en cadires de rodes i es converteix en paranoic i perturbat.
L'octubre de 2020 està prevista l'estrena als cinemes de No matarás, que protagonitza i on interpreta Dani, un noi bo que tot li canvia quan coneix la Mila en un viatge que emprén després la mort del seu pare. El 2019 va començar a rodar El inocente, una sèrie de Netflix dirigida per Oriol Paulo que narra la història d'un pres casat que surt de la presó al cap de nou anys d'haver estat condemnat.

## Vida personal
El 2017 s'estava construint una casa de dos pisos i de 218 m² de superfície a Torrelodones (Comunitat de Madrid). La casa també té una piscina i dues places d'aparcament a l'exterior.

### Família
Té quatre germans més petits: Sheila, Christian, Óscar i Daniel. La Sheila, que és advocada, va néixer al cap d'un any i mig que ell ho fes. L'Óscar també és actor i model i ha aparegut en sèries com ara Águila roja. Mario té uns 27 anys més que el seu germà Daniel. Tots els seus germans llevat d'en Daniel han fet d'actors i a més la Sheila és la seva agent.

### Vida amorosa
Després de coincidir als rodatges de la sèrie SMS (2006) i de la pel·lícula Fuga de cerebros (2009) amb Amaia Salamanca, van començar a festejar el 2009 per poc temps. Després va tenir una relació sentimental amb Clara Lago, amb qui havia coincidit a Los hombres de Paco. Del 2010 al 2014 va estar en una relació amb María Valverde. Tots dos interpretaven una parella enamorada a Tres metros sobre el cielo (2010) i a la seqüela Tengo ganas de ti (2012), on també va coincidir amb la seva exparella Clara Lago. El 2015 va començar una relació amb la també actriu Berta Vázquez durant el rodatge de Palmeras en la nieve que es va trencar al cap de dos anys i mig.
El març de 2018 es va fer públic que festejava amb Blanca Suárez, a qui coneixia des del rodatge de la sèrie El Barco (2011). Després de trencar la relació amorosa amb Blanca Suárez a l'octubre de 2019, el febrer de 2020 va començar a festejar amb l'actriu belga Déborah François, amb qui es va conèixer durant el rodatge de El practicante. L'agost de 2020 es va fer pública la seva relació i se'ls va veure passejant al port de Barcelona.
Ha conviscut amb les seves parelles María Valverde i Berta Vázquez.

### Aficions
Li agraden els tatuatges i en té un dedicat a cadascun dels seus pares i germans amb les inicials de tots ells: R, H, S, C i O. També té tatuatges relacionats amb pel·lícules on ha actuat com ara El fotògraf de Mauthausen i Bajo la piel del lobo. Es va tatuar el número de pres de Francesc Boix, pres als camps de concentració nazis i a qui havia interpretat, al turmell.
És seguidor de l'equip de futbol gallec Deportivo de La Coruña. Va decidir fer-se'n quan el seu pare va plorar després que Đukić fallés el penal a l'últim minut del partit de l'última jornada de la lliga de 1993/1994 i que hauria permès al Dépor de guanyar la seva primera lliga espanyola.

## Filmografia

### Cinema
| Any  | Títol                      | Paper                   | Director                        | Notes                                                 |
| ---- | -------------------------- | ----------------------- | ------------------------------- | ----------------------------------------------------- |
| 2006 | El camino de los ingleses  | Moratalla               | Antonio Banderas                |                                                       |
| 2009 | Fuga de cerebros           | Emilio Carbajosa Benito | Fernando González Molina        |                                                       |
| 2009 | Mentiras y Gordas          | Toni                    | Alfonso Albacete i David Menkes |                                                       |
| 2010 | Tres metros sobre el cielo | Hugo Olivera Castro (H) | Fernando González Molina        |                                                       |
| 2011 | Carne de neón              | Ricky                   | Paco Cabezas                    |                                                       |
| 2012 | Tengo ganas de ti          | Hugo Olivera Castro (H) | Fernando González Molina        |                                                       |
| 2012 | Grupo 7                    | Ángel Lares Pacheco     | Alberto Rodríguez               |                                                       |
| 2013 | Ismael                     | Félix Ambrose           | Marcelo Piñeyro                 |                                                       |
| 2013 | Las brujas de Zugarramurdi | Antonio "Tony"          | Álex de la Iglesia              | Premi Feroz al millor actor de repartiment            |
| 2013 | La mula                    | Juan Castro             | Michael Radford                 | Premi Festival de Màlaga al millor actor protagonista |
| 2014 | Eden                       | Félix Arella            | Shyam Madiraju                  |                                                       |
| 2015 | Palmeras en la nieve       | Kilian                  | Fernando González Molina        |                                                       |
| 2015 | Mi gran noche              | Adanne                  | Álex de la Iglesia              | Premi Feroz al millor actor de repartiment            |
| 2015 | The 33                     | Álex Vega               | Patricia Riggen                 |                                                       |
| 2016 | Toro                       | Toro                    | Kike Maíllo                     |                                                       |
| 2017 | Contratiempo               | Adrián Doria            | Oriol Paulo                     |                                                       |
| 2017 | El bar                     | Nacho                   | Álex de la Iglesia              |                                                       |
| 2018 | Bajo la piel de lobo       | Martinon                | Samu Fuentes                    |                                                       |
| 2018 | El fotògraf de Mauthausen  | Francesc Boix           | Mar Targarona                   |                                                       |
| 2019 | Adiós                      | Juan Santos             | Paco Cabezas                    |                                                       |
| 2020 | Hogar                      | Tomás                   | David Pastor i Álex Pastor      |                                                       |
| 2020 | El practicante             | Ángel                   | Carles Torras                   |                                                       |
| 2020 | No matarás                 | Dani                    | David Victori                   |                                                       |

### Sèries
| Any       | Títol               | Cadena    | Paper                   | Notes                                       |
| --------- | ------------------- | --------- | ----------------------- | ------------------------------------------- |
| 2005      | Obsesión            | La 1      | Nicolás "Nico" Castillo | Repartiment recurrent; 20 episodis          |
| 2005      | Motivos personales  | Telecinco | –                       | Episodi: «¿El fin de Victoria Castellanos?» |
| 2006      | Mujeres             | La 2      | –                       | Episodi: «Piloto»                           |
| 2006-2007 | SMS                 | laSexta   | Javier "Javi" Llorens   | Repartiment principal; 184 episodis         |
| 2007-2010 | Los hombres de Paco | Antena 3  | Aitor Carrasco Menéndez | Repartiment principal; 78 episodis          |
| 2011-2013 | El barco            | Antena 3  | Ulises Garmendia        | Repartiment principal; 43 episodis          |
| 2018      | Paquita Salas       | Netflix   | Ell mateix              | Episodi: «El secreto»                       |
| 2019      | Instinto            | Movistar+ | Marco Mur Seco          | Repartiment principal; 8 episodis           |
| 2020      | El inocente         | Netflix   | Mateo                   | Repartiment principal; 8 episodis           |
| 2022      | A ciegas            | Netflix   | Sebastián               |                                             |

### Curtmetratges
| Any  | Títol                | Paper      | Director        |
| ---- | -------------------- | ---------- | --------------- |
| 2007 | Sintonía diario Pop  | Iván       | Guillermo Mieza |
| 2009 | Paco                 | Paco 4     | Jorge Roelas    |
| 2010 | Dinero fácil         | Jaime      | Carlos Montero  |
| 2010 | La wikipeli 2: Miedo | Sergio     | Jaume Balagueró |
| 2014 | A Lonely Sun Story   | Óscar      | Juanma Suárez   |
| 2021 | Amor a primera vista | Ell mateix | Ian Pons Jewell |